# Daniel Audiel López Martínez
Daniel Audiel López Martínez (1974, Manuel Ávila Camacho, Villa Corzo, Chiapas, México) es un asesino en serie mexicano quien estuvo activo entre 1998 y 2008, en Chiapas y Chihuahua, la mayoría de sus víctimas fueron sus parejas sentimentales a quienes mató por celos. Entre sus crímenes se cuentan entre 4 y 5 feminicidios en Ciudad Juárez.

## Crímenes
En 1998, López Martínez comete lo que sería su primer homicidio, asesina a otro hombre durante una riña en Chiapas. Por este crimen solo pasaría 8 años en prisión. Al ser liberado, en 2006, se muda a Ciudad Juárez, Chihuahua, donde comenzó a dedicarse al narcomenudeo como parte del grupo delictivo La Línea, un brazo armado del Cártel de Juárez. Distribuía droga en un bar local llamado "Salón Sinaloa".
Para ese momento sostenía una relación sentimental con María Esther Aguirre Marín, mujer de 42 años. En algún punto a decir del propio asesino se convenció de que ella le era infiel, eso lo llevaría a asesinarla en Nov. 2006, le disparó con una pistola calibre .22 mm en su casa de la Colonia San Felipe de Ciudad Juárez. En 2008, cometería un crimen similar con una nueva pareja, Dolores Rodríguez López de 27 años de edad, a quién apuñaló en el abdomen en 3 ocasiones. En 2010, asesinó a una tercera pareja sentimental, Teresa Carballo Flores de 30 años, a quien también apuñaló. En todos los casos estaba convencido de que sus amantes le eran infieles.
También en 2010 asesinaría a dos hombres solo identificados como José y Misael, a quienes le disparó. No está claro si la motivación de los crímenes fue porque pensara que ellos eran amantes de alguna de sus parejas o si se debió a conflictos asociados con el narcomenudeo.
Finalmente, el 3 de abril de 2010, asesinó a Carmen Ivonne Caballero González de 34 años de edad y a su hija de 6 años de edad, a quienes les disparó en su casa de la Colonia Anapra. Abandonó los cuerpos en un lote baldío a las afueras de la ciudad. Caballero González era hermana de la nueva pareja sentimental de Daniel Audiel, ella se oponía a la relación y fue esta la motivación del doble asesinato.

## Aprehensión, confesión y condena
El 24 de noviembre de 2010, se gira una orden de aprehensión en contra de Daniel Audiel López, solo por el asesinato de Carmen Ivonne Caballero. Éste habría huido hacia Chiapas a su ciudad natal. Fue aprehendido en enero de 2011, en Villa Corzo, Chiapas y trasladado  Ciudad Juárez, Chihuahua. Aparte del homicidio de Ivonne confesó los asesinatos de otras 6 víctimas, incluyendo 4 parejas sentimentales, aun así debido al sistema de justicia de Chihuahua era necesario más que la confesión para ser procesado por un crimen. Pese a los vacíos legales Daniel Audiel López Martínez terminó siendo condenado a cadena perpetua.